# Nassarius abyssicola
Nassarius abyssicola là một loài ốc bùn bống thuộc họ Nassariidae. Loài này được Arthur Adams mô tả lần đầu năm 1852.